# Michael Douglas (skeleton)
Pour les articles homonymes, voir Michael Douglas (homonymie) et Douglas.
Michael Douglas, né le 31 mars 1971 à Toronto, est un skeletoneur canadien. Au cours de sa carrière, il a pris part aux Jeux olympiques de 2010 de Vancouver où en course pour une médaille (septième après deux manches), il est disqualifié pour avoir été retard lors du contrôle de matériel alors qu'il regardait l'épreuve féminine de skeleton. Il n'est jamais monté sur un podium en championnat du monde ou coupe du monde.